# Ignaz Kuranda

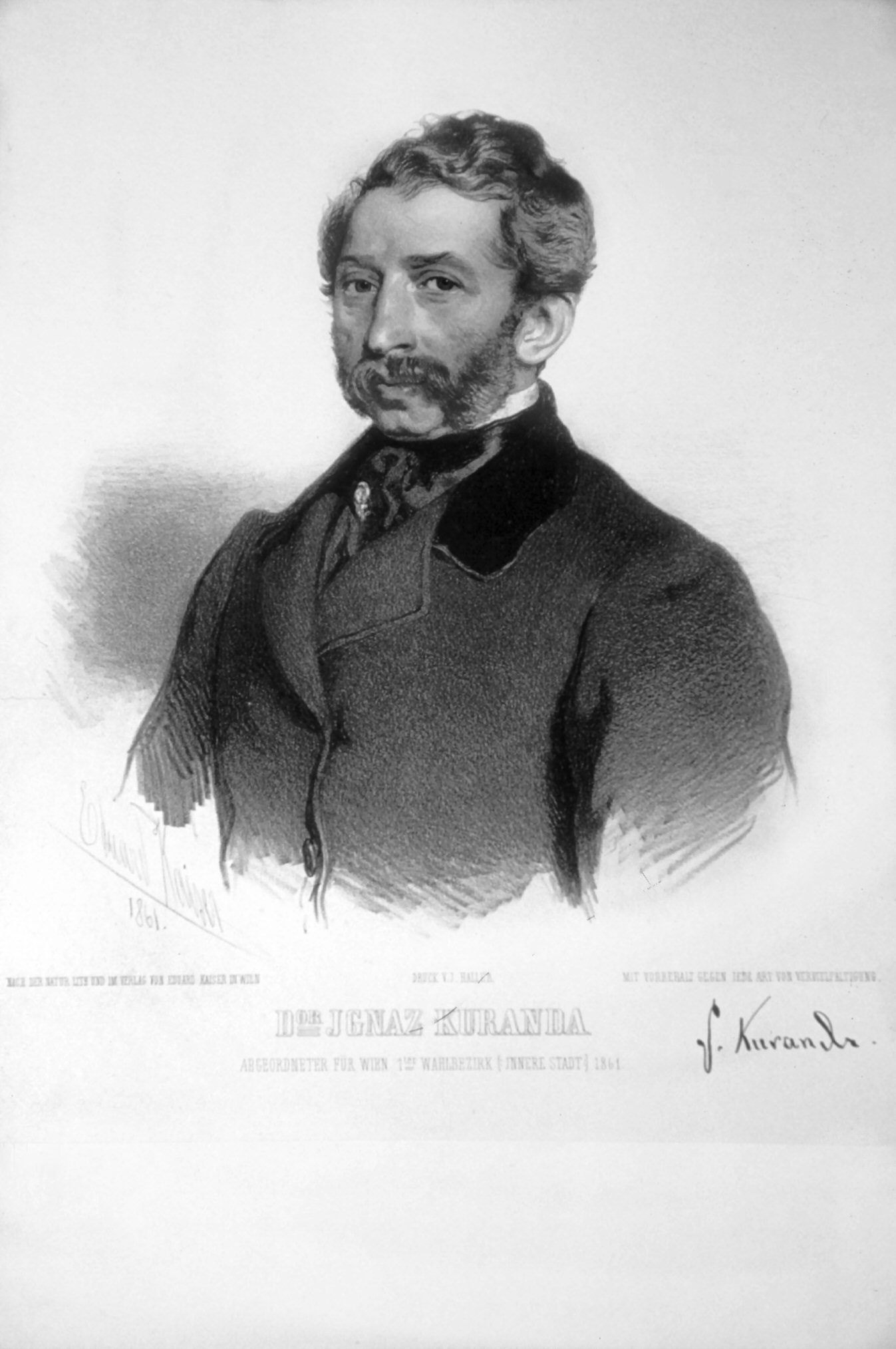
Ignaz Kuranda, Lithographie von Eduard Kaiser, 1861

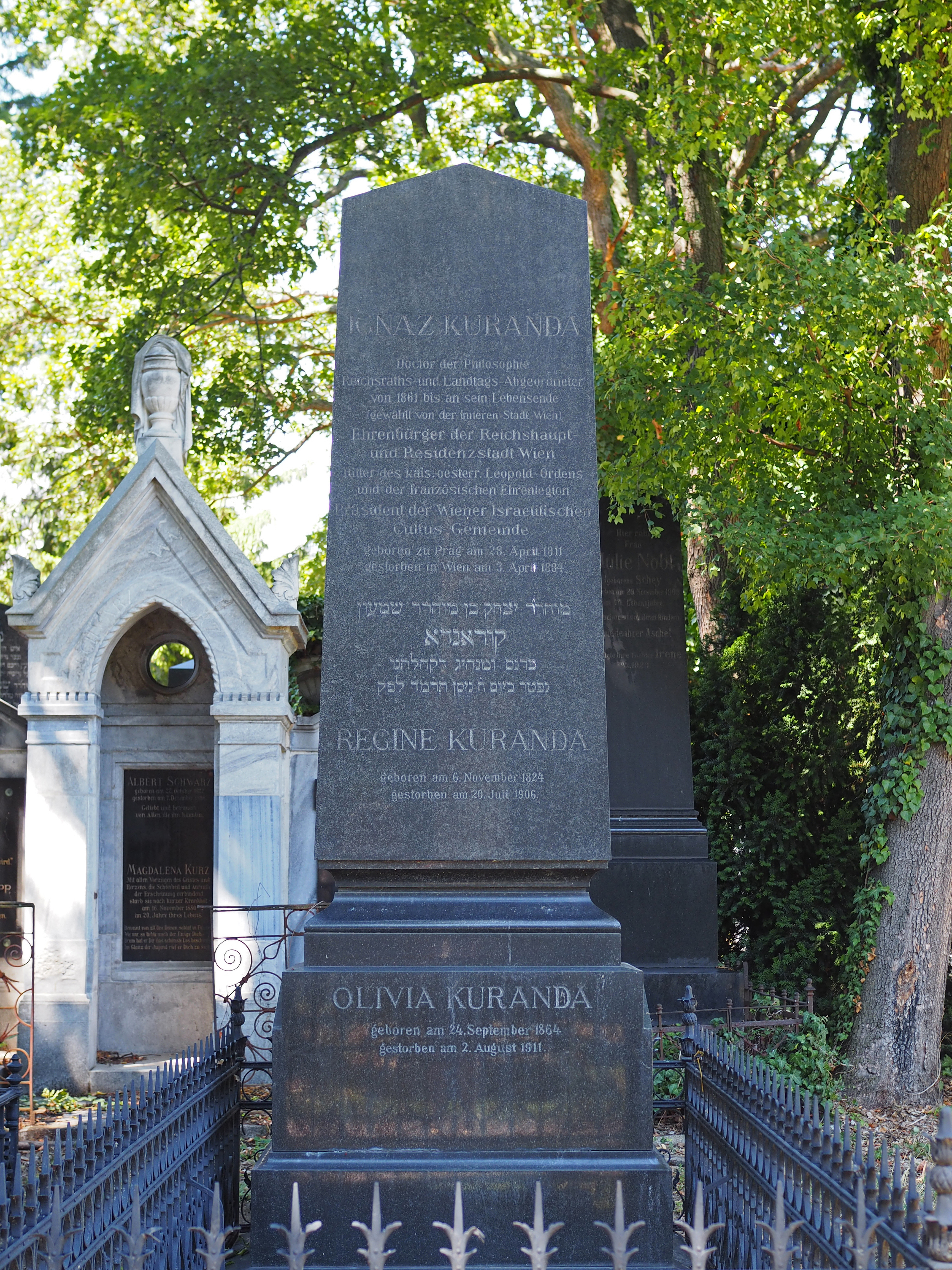
Grab von Ignaz Kuranda auf dem Wiener Zentralfriedhof

Ignaz Kuranda (* 8. Mai 1811 in Prag; † 3. April 1884 in Wien) war ein österreichischer Publizist, Politiker und Präsident der Israelitischen Kultusgemeinde Wien.

## Leben
Als Sohn eines Antiquariatsbuchhändlers sollte Kuranda den Beruf seines Vaters übernehmen, ging aber 1834 nach Wien, wo er philosophische Vorlesungen von Lichtenberg hörte und sich mit Schriftstellern wie Grillparzer oder Lenau bekannt machte. In diese ersten Jahre in Wien fallen auch seine ersten literarischen Versuche.
Reisen führten ihn nach Stuttgart und Paris, wo er die Bekanntschaft Uhlands und Heines machte. In Brüssel fungierte er als Korrespondent der „Allgemeinen Zeitung“ aus Augsburg. Neben weiteren zahlreichen Reisen quer durch Europa beendete er sein Studium der Staatswissenschaften und Geschichte in Leipzig mit der Promotion. Seine bereits in Brüssel begonnenen politischen Aktivitäten traten mit der Märzrevolution 1848 offen zu Tage. Er gehörte dem Fünfzigerausschuss an und war Mitglied von dessen Deputation zur Vorbereitung der Parlamentswahlen in Prag. Vom 27. Juni bis zum 24. August 1848 war er als Abgeordneter für Teplitz fraktionsloses Mitglied der Frankfurter Nationalversammlung. Nach dem Scheitern der Revolution wandte er sich der lokalen Politik zu und vertrat ab 1861 die „Verfassungspartei“ im Niederösterreichischen Landtag. Von diesem wurde er in das Abgeordnetenhaus des Reichsrates entsandt und hatte als Mitglied des „Subcomités des Verfassungsausschusses“ maßgeblichen Anteil an der Entstehung der Dezemberverfassung 1867. Ferner war er Mitglied des Wiener Stadtrates.
Durch einen Prozess gegen Sebastian Brunner und dessen antisemitische Artikel in der „Wiener Kirchenzeitung“ erwarb er sich hohes Ansehen bei den liberalen Kräften und osteuropäischen Juden. Kuranda wurde 1872 zum Präsidenten der Israelitischen Kultusgemeinde in Wien gewählt. Er förderte außerdem jüdische Studien in seiner Position als Vizepräsident der „Israelitischen Allianz“.
1872 wurde er zum Ritter des Leopoldsordens ernannt. Das damit verbundene Adelsprädikat hat er nie verwendet. 1881 wurde er Ehrenbürger der Stadt Wien, wo auch ein Park nach ihm benannt wurde.
Seine letzte Ruhestätte fand Ignaz Kuranda im alten israelitischen Teil des Wiener Zentralfriedhofes.

## Publizist
Bereits in seinem ersten Jahr in Wien veröffentlichte er als Theaterkritiker im „Telegraph“ und 1834 das an Schillers Fragment „Warbeck“ angelehnte Drama „Die letzte weiße Rose“, das 1838 in Stuttgart und 1846 am Wiener Burgtheater aufgeführt wurde.
Als Korrespondent in Brüssel knüpfte er Kontakte zu flämischen Gruppen. Um diese Beziehungen zu vertiefen, gründete er dort 1841 die Wochenzeitschrift „Die Grenzboten“, deren Redaktion schon im folgenden Jahr nach Leipzig verlegt werden musste. In Leipzig wandte er sich zunehmend Themen zu, die die innerdeutschen Beziehungen beleuchteten. „Die Grenzboten“ war die einzige Zeitschrift für liberal gesinnte Österreicher zur Zeit des Vormärz. 1848 gab er die Leitung an Julian Schmidt und Gustav Freytag ab.
Im Zusammenhang mit der Märzrevolution gründete er die „Ostdeutsche Post“, die zum Sprachrohr seiner politischen Vorstellungen wurde. Er befürwortete darin ein deutsch geprägtes – nicht föderalistisches – Österreich, das nach dem Scheitern einer gesamtdeutschen Lösung 1848/52, doch wenigstens durch enge wirtschaftliche und militärische Bindungen mit den anderen deutschen Staaten eingehen sollte. Nachdem während der Revolutionsunruhen das Erscheinen zeitweise eingestellt werden musste und er unter polizeilicher Beobachtung stand, nahm er 1853 die Arbeit an der „Ostdeutschen Post“ wieder auf. Nach dem Ende des Deutschen Bundes 1866 und damit dem Ende aller politischen Hoffnungen, wurde die Zeitung endgültig eingestellt.
Als Herausgeber der „Grenzboten“ und der „Ostdeutschen Post“ gehörte Kuranda zu den herausragenden Exponenten des Liberalismus in Österreich und verschaffte diesem damit Gehör.

## Werke
als Autor:
- Die letzte weiße Rose, 1834 (dramatisches Gedicht)
- Preußen und die Juden. In: Die Grenzboten, Zweiter Jahrgang, Erstes Semester, S. 301–306, online.
- Das Haus Rothschild und die Juden in Deutschland. Ein Vorschlag zur Güte. In: Der Orient. Fritzsche, Leipzig 1843. 4. Jg. (13. Juni 1843) Heft 24 (13. Juni 1843), S. 191 online
- Belgien seit seiner Revolution. Fr. Ludw. Herbig, Leipzig 1846, 462 Seiten, online.

als Herausgeber:
- Die Grenzboten (Wochenzeitschrift, 1841–1848) SU Bremen
  - Zweiter Jahrgang, Erstes Semester, Leipzig 1842, 748 Seiten, online
  - Dritter Jahrgang, Zweites Semester, II. Band, Leipzig 1844, 612 Seiten.
  - Vierter Jahrgang, I. Semester, I. Band, 622 Seiten, online.
  - Novellen-Bibliothek zu den Grenzboten. Red. von Ignaz Kuranda.  Herbig, Leipzig 1844.
- Ostdeutsche Post (Zeitung, 1848–1866)
- Der Grundbesitz. Volkswirthschaftliche Zeitung für Gesamt-Österreich. Eurich, Wien 1859. obv